# Tuomas Suominen
Tuomas Suominen (ur. 17 stycznia 1984 w Turku) – fiński hokeista.

## Kariera
- TPS U16 (1999-2000)
- TPS U18 (2001-2002)
- TPS U20 (2001-2005)
- FPS (2005-2006)
- TPS (2005, 2006-2012, 2013-2014)

Wychowanek i wieloletni zawodnik klubu TPS, wyłącznie związany z tym zespołem. We wrześniu 2014 przerwał karierę z powodu przewlekłej kontuzji biodra.

## Sukcesy
Klubowe
- Srebrny medal Jr. A SM-liiga: 2005 z TPS U20
- Złoty medal mistrzostw Finlandii: 2010 z TPS

Indywidualne
- SM-liiga (2006/2007): Trofeum Jarmo Wasamy - najlepszy debiutant sezonu